# Agoniste inverse

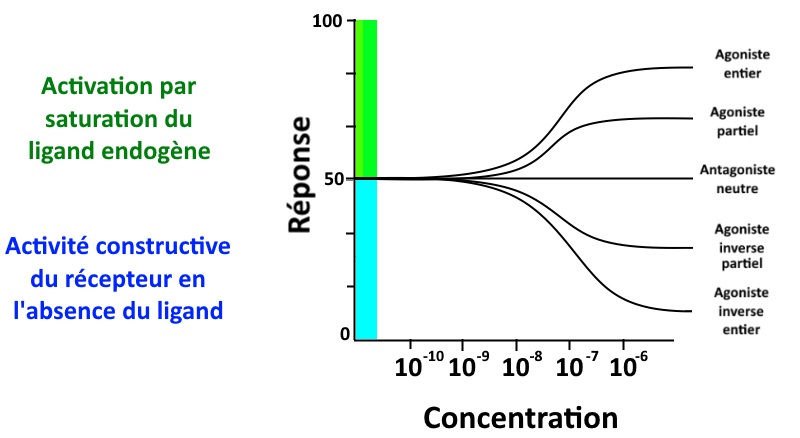
Schéma de principe des agonistes/antagonistes

En pharmacologie, un agoniste inverse est un agent qui interagit avec le même récepteur qu'un agoniste de ce récepteur mais produit l'effet pharmacologique opposé. C'est le cas de certains types de récepteurs (p. ex. certains récepteurs histamine / récepteurs GABA) qui ont une activité intrinsèque sans l'action d'un ligand sur eux, aussi qualifiée d'activité constitutive.
La notion d’agoniste inverse repose sur l’idée que le récepteur et son système de transduction conduisant à un effet aurait une activité basale en absence de tout agoniste : le changement de conformation inhibe l'activité basale du récepteur, ce qui est l'effet contraire de celui de l'agoniste. En présence d'un agoniste, un agoniste inverse aura un effet inhibiteur supérieur à un antagoniste puisqu'il pourra à la fois inhiber l'effet agoniste et l'effet basal. Il existe des agonistes inverses complets, qui inhibent toute l'activité constitutive et des agonistes inverses partiels, qui n'inhibent qu'une partie de cette activité. En l'absence d'activité constitutive, un agoniste inverse et un antagoniste auront le même effet inhibiteur.

## Exemple type
Un exemple particulier est la bêta-carboline qui est l'agoniste inverse des benzodiazépines (tels l'alprazolam et le diazépam) et que l'on retrouve dans la passiflore qui est une plante utilisée en phytothérapie pour ses propriétés sédative et spasmolytique. Le R015-4513 et les benzodiazépines utilisent tous deux le même site de liaison sur le récepteur GABA(A) des neurones, mais le R015-4513 a l'effet opposé en produisant une anxiété sévère plutôt que l'effet sédatif des benzodiazépines.
En effet, les benzodiazépines sont des molécules connues et utilisées (notamment en psychiatrie) pour leurs effets principalement sédatifs et anxiolytiques. Les récepteurs GABA(A) sont capables de se lier au GABA, ce qui a pour effet l'ouverture du canal chlore. La principale action des agonistes inverses des benzodiazépines (comme la bêta-carboline) est de se fixer au récepteur GABA(A). La bêta-carboline agit sur les récepteurs GABA(A) en diminuant l’effet inhibiteur du GABA,. Les récepteurs GABA(A) sont des récepteurs ionotropes qui sont activés par la fixation de l’acide γ-aminobutyrique (GABA), le principal neurotransmetteur inhibiteur dans le cerveau. Lorsque le GABA ou ses agonistes se fixent sur ces récepteurs, ils induisent un courant entrant Cl- hyperpolarisant, ce qui a un effet inhibiteur.
En revanche, certaines bêta-carbolines ont des actions « excitatrices ». Elles diminuent l’effet inhibiteur du GABA et peuvent avoir des effets convulsivants, anxiogènes ou pro-mnésiantes, qui sont opposés à ceux des benzodiazépines. Cela signifie que la bêta-carboline peut augmenter l’activité neuronale en réduisant l’effet inhibiteur du GABA sur le système nerveux central.